# Campeonato Brasileño de Fútbol 1978
El Campeonato Brasileño de Serie A 1978, fue la 23ª edición del Campeonato Brasileño de Serie A. El torneo se extendió desde el 25 de marzo de 1978 hasta el 13 de agosto del corriente año. El club Guarani de Campinas ganó el campeonato, el primer título a nivel nacional del club.
Para esta edición del torneo se aumentó en 12 el número de clubes, llegando estos a 74 participantes.

## Sistema de competición
Primera fase: Los 74 clubes participantes son divididos en seis grupos, con cada club disputando una ronda única contra sus rivales de zona. Clasifican los 6 primeros de cada grupo, los equipos restantes disputan una reclasificación.
Segunda fase: Los 36 clubes antes clasificados se dividen en cuatro grupos de nueve equipos cada uno, clasificando los seis primeros de cada grupo a tercera fase.
Repesca: Los clubes no clasificados de la primera fase fueron divididos en seis grupos, clasificando para la tercera fase el primero de cada zona.
Tercera fase: Cuatro grupos de ocho clubes cada uno, el primer y segundo clasificado de cada grupo avanza a la fase de cuartos de final.
Fase final: Cuartos de final, semifinales y final a doble partido.

## Primera fase
- Clasifican los 6 primeros de cada grupo a Segunda fase, los equipos restantes disputan una reclasificación.

### Grupo A
| Pos | Equipo            | Pts | PJ | PG    | PE | PP | GF | GC | Dif |
| --- | ----------------- | --- | -- | ----- | -- | -- | -- | -- | --- |
| 1.  | Internacional     | 21  | 12 | 8 (3) | 2  | 2  | 26 | 11 | +15 |
| 2   | Grêmio            | 20  | 12 | 8 (1) | 3  | 1  | 22 | 9  | +13 |
| 3   | Coritiba          | 17  | 12 | 7 (0) | 3  | 2  | 16 | 9  | +7  |
| 4   | Caxias            | 15  | 12 | 5 (0) | 5  | 2  | 13 | 9  | +4  |
| 5   | Juventude         | 14  | 12 | 4 (1) | 5  | 3  | 12 | 10 | +2  |
| 6   | Joinville         | 13  | 12 | 3 (0) | 7  | 2  | 11 | 10 | +1  |
| 7   | Londrina          | 12  | 12 | 5 (1) | 1  | 6  | 17 | 16 | +1  |
| 8   | Grêmio Maringá    | 12  | 12 | 4 (1) | 3  | 5  | 18 | 15 | +3  |
| 9   | Chapecoense       | 9   | 12 | 4 (0) | 1  | 7  | 9  | 17 | -8  |
| 10  | Atlético-PR       | 9   | 12 | 3 (0) | 3  | 6  | 7  | 15 | -8  |
| 11  | Figueirense       | 9   | 12 | 2 (0) | 5  | 5  | 12 | 17 | -5  |
| 12  | Colorado          | 8   | 12 | 4 (0) | 0  | 4  | 7  | 15 | -8  |
| 13  | Brasil de Pelotas | 4   | 12 | 1 (0) | 2  | 9  | 6  | 23 | -17 |

### Grupo B
| Pos | Equipo            | Pts | PJ | PG    | PE | PP | GF | GC | Dif |
| --- | ----------------- | --- | -- | ----- | -- | -- | -- | -- | --- |
| 1.  | Santa Cruz Recife | 23  | 12 | 8 (3) | 4  | 0  | 24 | 6  | +18 |
| 2   | Cruzeiro          | 21  | 12 | 8 (3) | 2  | 2  | 30 | 13 | +17 |
| 3   | Náutico Recife    | 20  | 12 | 9 (1) | 1  | 2  | 22 | 9  | +13 |
| 4   | Atlético Mineiro  | 20  | 12 | 7 (3) | 3  | 2  | 17 | 5  | +12 |
| 5   | Villa Nova        | 14  | 12 | 6 (0) | 2  | 4  | 13 | 9  | +4  |
| 6   | Sport Recife      | 14  | 12 | 5 (0) | 4  | 3  | 13 | 7  | +6  |
| 7   | ABC Natal         | 11  | 12 | 3 (0) | 5  | 4  | 12 | 18 | -6  |
| 8   | América de Natal  | 10  | 12 | 2 (0) | 6  | 4  | 11 | 15 | -4  |
| 9   | Botafogo-PB       | 9   | 12 | 3 (1) | 2  | 7  | 17 | 26 | -9  |
| 10  | Campinense        | 9   | 12 | 2 (1) | 4  | 6  | 11 | 24 | -13 |
| 11  | Uberaba           | 7   | 12 | 2 (0) | 5  | 5  | 7  | 14 | -7  |
| 12  | Uberlândia        | 6   | 12 | 1 (0) | 5  | 6  | 11 | 28 | -17 |
| 13  | América-MG        | 5   | 12 | 1 (1) | 2  | 9  | 10 | 24 | -14 |

### Grupo C
| Pos | Equipo                 | Pts | PJ | PG    | PE | PP | GF | GC | Dif |
| --- | ---------------------- | --- | -- | ----- | -- | -- | -- | -- | --- |
| 1.  | Corinthians            | 20  | 11 | 6 (3) | 5  | 0  | 15 | 1  | +14 |
| 2   | Goiás                  | 16  | 11 | 6 (1) | 3  | 2  | 13 | 5  | +8  |
| 3   | Mixto                  | 16  | 11 | 4 (1) | 7  | 0  | 14 | 7  | +7  |
| 4   | Operário-MS            | 15  | 11 | 5 (1) | 4  | 2  | 11 | 7  | +4  |
| 5   | Santos                 | 13  | 11 | 3 (2) | 5  | 3  | 16 | 11 | +5  |
| 6   | Brasília               | 11  | 11 | 4 (0) | 3  | 4  | 10 | 13 | -3  |
| 7   | Comercial-MS           | 11  | 11 | 2 (0) | 7  | 2  | 9  | 10 | -1  |
| 8   | Vila Nova              | 10  | 11 | 3 (1) | 3  | 5  | 9  | 12 | -3  |
| 9   | Desportiva Ferroviária | 9   | 11 | 2 (0) | 5  | 4  | 5  | 9  | -4  |
| 10  | Dom Bosco              | 9   | 11 | 2 (1) | 4  | 5  | 11 | 18 | -7  |
| 11  | Anapolina              | 7   | 11 | 1 (0) | 5  | 5  | 7  | 12 | -5  |
| 12  | Rio Branco-ES          | 5   | 11 | 1 (0) | 3  | 7  | 5  | 20 | -15 |

### Grupo D
| Pos | Equipo              | Pts | PJ | PG    | PE | PP | GF | GC | Dif |
| --- | ------------------- | --- | -- | ----- | -- | -- | -- | -- | --- |
| 1.  | Vasco da Gama       | 22  | 11 | 8 (3) | 3  | 0  | 26 | 5  | +21 |
| 2   | Botafogo            | 20  | 11 | 7 (2) | 4  | 0  | 16 | 3  | +13 |
| 3   | Bahia               | 16  | 11 | 6 (1) | 3  | 2  | 17 | 7  | +10 |
| 4   | Ponte Preta         | 16  | 11 | 6 (2) | 2  | 3  | 19 | 10 | +9  |
| 5   | Guarani de Campinas | 16  | 11 | 5 (2) | 4  | 2  | 21 | 9  | +12 |
| 6   | Vitória             | 13  | 11 | 5 (0) | 3  | 3  | 12 | 12 | 0   |
| 7   | CRB Alagoas         | 12  | 11 | 4 (0) | 4  | 3  | 16 | 12 | +4  |
| 8   | CSA Alagoas         | 8   | 11 | 3 (0) | 2  | 6  | 10 | 18 | -8  |
| 9   | Confiança           | 5   | 11 | 1 (0) | 3  | 7  | 8  | 21 | -13 |
| 10  | Volta Redonda       | 5   | 11 | 1 (0) | 3  | 7  | 3  | 16 | -13 |
| 11  | Sergipe             | 5   | 11 | 1 (0) | 3  | 7  | 5  | 20 | -15 |
| 12  | Itabuna             | 4   | 11 | 1 (0) | 2  | 8  | 7  | 27 | -20 |

### Grupo E
| Pos | Equipo                  | Pts | PJ | PG    | PE | PP | GF | GC | Dif |
| --- | ----------------------- | --- | -- | ----- | -- | -- | -- | -- | --- |
| 1.  | Palmeiras               | 19  | 11 | 6 (3) | 4  | 1  | 20 | 4  | +16 |
| 2   | São Paulo               | 17  | 11 | 6 (3) | 2  | 3  | 23 | 9  | +14 |
| 3   | Botafogo Ribeirao Preto | 16  | 11 | 5 (3) | 3  | 3  | 23 | 16 | +7  |
| 4   | Ceará                   | 15  | 11 | 6 (0) | 3  | 2  | 13 | 10 | +3  |
| 5   | América-SP              | 13  | 11 | 6 (1) | 0  | 5  | 12 | 9  | +3  |
| 6   | Comercial-SP            | 13  | 11 | 4 (1) | 4  | 3  | 11 | 8  | +3  |
| 7   | Noroeste                | 11  | 11 | 4 (0) | 3  | 4  | 9  | 11 | -2  |
| 8   | Fortaleza               | 11  | 11 | 3 (1) | 4  | 4  | 10 | 10 | 0   |
| 9   | Moto Club               | 11  | 11 | 3 (0) | 5  | 3  | 6  | 7  | -1  |
| 10  | River-PI                | 7   | 11 | 2 (0) | 3  | 6  | 8  | 21 | -13 |
| 10  | Sampaio Corrêa          | 7   | 11 | 2 (0) | 3  | 6  | 8  | 21 | -13 |
| 12  | Flamengo-PI             | 4   | 11 | 0 (0) | 4  | 7  | 1  | 19 | -17 |

### Grupo F
| Pos | Equipo           | Pts | PJ | PG     | PE | PP | GF | GC | Dif |
| --- | ---------------- | --- | -- | ------ | -- | -- | -- | -- | --- |
| 1.  | Flamengo         | 21  | 11 | 10 (1) | 0  | 1  | 19 | 7  | +12 |
| 2   | Portuguesa       | 19  | 11 | 7 (2)  | 3  | 1  | 20 | 4  | +16 |
| 3   | Remo             | 16  | 11 | 6 (2)  | 2  | 3  | 15 | 4  | +11 |
| 4   | América-RJ       | 13  | 11 | 5 (0)  | 3  | 3  | 13 | 11 | +2  |
| 5   | Fluminense       | 12  | 11 | 5 (0)  | 2  | 4  | 9  | 9  | 0   |
| 6   | Goytacaz         | 12  | 11 | 4 (1)  | 3  | 4  | 8  | 8  | 0   |
| 7   | Americano        | 11  | 11 | 2 (0)  | 7  | 2  | 5  | 4  | +1  |
| 8   | Fast Clube       | 10  | 11 | 4 (0)  | 2  | 5  | 8  | 14 | -6  |
| 9   | Paysandu         | 9   | 11 | 2 (0)  | 5  | 4  | 6  | 11 | -5  |
| 10  | Bangu            | 7   | 11 | 3 (1)  | 0  | 8  | 10 | 20 | -10 |
| 11  | XV de Piracicaba | 6   | 11 | 1 (0)  | 4  | 6  | 9  | 16 | -7  |
| 12  | Nacional-AM      | 3   | 11 | 1 (0)  | 1  | 9  | 4  | 18 | -14 |

## Segunda Fase
- Clasifican los 6 primeros de los grupos G, H, I, J a Segunda fase, más los equipos vencedores de los grupos de reclasificación.

### Grupo G
| Pos | Equipo           | Pts | PJ | PG    | PE | PP | GF | GC | Dif |
| --- | ---------------- | --- | -- | ----- | -- | -- | -- | -- | --- |
| 1.  | Internacional    | 14  | 8  | 6 (0) | 2  | 0  | 13 | 6  | +7  |
| 2   | Cruzeiro         | 13  | 8  | 5 (0) | 3  | 0  | 9  | 3  | +6  |
| 3   | Palmeiras        | 9   | 8  | 3 (0) | 3  | 2  | 5  | 5  | 0   |
| 4   | Ponte Preta      | 7   | 8  | 2 (0) | 3  | 3  | 7  | 7  | 0   |
| 5   | Goytacaz         | 7   | 8  | 2 (0) | 3  | 3  | 9  | 11 | -2  |
| 6   | Vitória          | 7   | 8  | 2 (0) | 3  | 3  | 4  | 7  | -3  |
| 7   | Atlético Mineiro | 7   | 8  | 1 (0) | 5  | 2  | 7  | 7  | 0   |
| 8   | América-SP       | 6   | 8  | 1 (1) | 3  | 4  | 9  | 8  | +1  |
| 9   | Mixto            | 3   | 8  | 1 (0) | 1  | 6  | 6  | 15 | -9  |

### Grupo H
| Pos | Equipo            | Pts | PJ | PG    | PE | PP | GF | GC | Dif |
| --- | ----------------- | --- | -- | ----- | -- | -- | -- | -- | --- |
| 1.  | Santa Cruz Recife | 13  | 8  | 5 (0) | 3  | 0  | 11 | 5  | +6  |
| 2   | Goiás             | 11  | 8  | 4 (2) | 1  | 3  | 13 | 9  | +4  |
| 3   | Bahia             | 10  | 8  | 3 (1) | 3  | 2  | 10 | 9  | +1  |
| 4   | Grêmio            | 10  | 8  | 2 (1) | 5  | 1  | 8  | 7  | +1  |
| 5   | Fluminense        | 9   | 8  | 3 (0) | 3  | 2  | 7  | 6  | +1  |
| 6   | Santos            | 8   | 8  | 2 (1) | 3  | 3  | 6  | 8  | -2  |
| 7   | Náutico Recife    | 7   | 8  | 2 (1) | 2  | 4  | 9  | 10 | -1  |
| 8   | Ceará             | 6   | 8  | 2 (1) | 1  | 5  | 11 | 13 | -2  |
| 9   | Joinville         | 5   | 8  | 1 (0) | 3  | 4  | 6  | 14 | -8  |

### Grupo I
| Pos | Equipo                  | Pts | PJ | PG    | PE | PP | GF | GC | Dif |
| --- | ----------------------- | --- | -- | ----- | -- | -- | -- | -- | --- |
| 1.  | Botafogo                | 15  | 8  | 5 (2) | 3  | 0  | 15 | 5  | +10 |
| 2   | Sport Recife            | 11  | 8  | 3 (2) | 3  | 2  | 12 | 6  | +6  |
| 3   | Botafogo Ribeirao Preto | 10  | 8  | 4 (1) | 1  | 3  | 10 | 7  | +3  |
| 4   | Corinthians             | 9   | 8  | 4 (0) | 1  | 3  | 7  | 7  | 0   |
| 5   | América-RJ              | 9   | 8  | 3 (0) | 3  | 2  | 9  | 8  | +1  |
| 6   | Operário-MS             | 8   | 8  | 3 (0) | 2  | 3  | 7  | 9  | -2  |
| 7   | Flamengo                | 8   | 8  | 2 (0) | 4  | 2  | 7  | 6  | +1  |
| 8   | Juventude               | 4   | 8  | 1 (0) | 2  | 5  | 6  | 17 | -11 |
| 9   | Comercial-SP            | 3   | 8  | 0 (0) | 3  | 5  | 3  | 11 | -8  |

### Grupo J
| Pos | Equipo              | Pts | PJ | PG    | PE | PP | GF | GC | Dif |
| --- | ------------------- | --- | -- | ----- | -- | -- | -- | -- | --- |
| 1.  | Vasco da Gama       | 14  | 8  | 5 (2) | 2  | 1  | 19 | 6  | +13 |
| 2   | São Paulo           | 13  | 8  | 4 (2) | 3  | 1  | 13 | 6  | +7  |
| 3   | Portuguesa          | 12  | 8  | 5 (0) | 2  | 1  | 15 | 9  | +6  |
| 4   | Guarani de Campinas | 11  | 8  | 3 (2) | 3  | 2  | 12 | 10 | +2  |
| 5   | Caxias              | 10  | 8  | 3 (2) | 2  | 3  | 11 | 9  | +2  |
| 6   | Coritiba            | 9   | 8  | 3 (1) | 2  | 3  | 8  | 8  | 0   |
| 7   | Remo                | 8   | 8  | 3 (1) | 1  | 4  | 12 | 16 | -4  |
| 8   | Villa Nova          | 5   | 8  | 2 (1) | 0  | 6  | 6  | 17 | -11 |
| 9   | Brasília            | 1   | 8  | 0 (0) | 1  | 7  | 1  | 16 | -15 |

### Grupo K - Reclasificación
| Pos | Equipo              | Pts | PJ | PG    | PE | PP | GF | GC | Dif |
| --- | ------------------- | --- | -- | ----- | -- | -- | -- | -- | --- |
| 1.  | Londrina            | 11  | 6  | 5 (0) | 1  | 0  | 11 | 4  | +7  |
| 2   | Colorado            | 9   | 6  | 3 (1) | 2  | 1  | 8  | 5  | +3  |
| 3   | Grêmio Maringá      | 8   | 6  | 3 (1) | 1  | 2  | 11 | 7  | +4  |
| 4   | Chapecoense         | 6   | 6  | 1 (0) | 4  | 1  | 4  | 5  | -1  |
| 5   | Figueirense         | 5   | 6  | 2 (0) | 1  | 3  | 6  | 6  | 0   |
| 6   | Brasil de Pelotas   | 3   | 6  | 1 (0) | 1  | 4  | 5  | 13 | -8  |
| 7   | Atlético Paranaense | 2   | 6  | 0 (0) | 2  | 4  | 3  | 8  | -5  |

### Grupo L - Reclasificación
| Pos | Equipo           | Pts | PJ | PG    | PE | PP | GF | GC | Dif |
| --- | ---------------- | --- | -- | ----- | -- | -- | -- | -- | --- |
| 1.  | Botafogo-PB      | 11  | 6  | 4 (1) | 2  | 0  | 10 | 2  | +8  |
| 2   | ABC Natal        | 8   | 6  | 2 (0) | 4  | 0  | 7  | 4  | +3  |
| 3   | Uberaba          | 6   | 6  | 1 (0) | 4  | 1  | 6  | 6  | 0   |
| 4   | Uberlândia       | 5   | 6  | 1 (0) | 3  | 2  | 3  | 3  | 0   |
| 5   | América-MG       | 5   | 6  | 1 (0) | 3  | 2  | 4  | 6  | -2  |
| 6   | Campinense       | 5   | 6  | 1 (0) | 3  | 2  | 4  | 9  | -5  |
| 7   | América de Natal | 3   | 6  | 0 (0) | 3  | 3  | 6  | 10 | -4  |

### Grupo M - Reclasificación
| Pos | Equipo                 | Pts | PJ | PG    | PE | PP | GF | GC | Dif |
| --- | ---------------------- | --- | -- | ----- | -- | -- | -- | -- | --- |
| 1.  | Dom Bosco              | 8   | 5  | 3 (1) | 1  | 1  | 8  | 4  | +4  |
| 2   | Comercial-MS           | 6   | 5  | 2 (0) | 2  | 1  | 7  | 5  | +2  |
| 3   | Vila Nova              | 5   | 5  | 2 (0) | 1  | 2  | 5  | 7  | -2  |
| 4   | Desportiva Ferroviária | 4   | 5  | 2 (0) | 0  | 3  | 5  | 6  | -1  |
| 5   | Rio Branco-ES          | 4   | 5  | 1 (0) | 2  | 2  | 6  | 7  | -1  |
| 6   | Anapolina              | 4   | 5  | 1 (0) | 2  | 2  | 4  | 6  | -2  |

### Grupo N - Reclasificación
| Pos | Equipo        | Pts | PJ | PG    | PE | PP | GF | GC | Dif |
| --- | ------------- | --- | -- | ----- | -- | -- | -- | -- | --- |
| 1.  | Volta Redonda | 9   | 5  | 4 (1) | 0  | 1  | 8  | 4  | +4  |
| 2   | CRB Alagoas   | 7   | 5  | 3 (0) | 1  | 1  | 5  | 2  | +3  |
| 3   | Itabuna       | 6   | 5  | 2 (1) | 1  | 2  | 6  | 3  | +3  |
| 4   | CSA Alagoas   | 6   | 5  | 2 (0) | 2  | 1  | 8  | 6  | +2  |
| 5   | Confiança     | 4   | 5  | 2 (0) | 0  | 3  | 5  | 9  | -4  |
| 6   | Sergipe       | 0   | 5  | 0 (0) | 0  | 5  | 2  | 10 | -8  |

### Grupo O - Reclasificación
| Pos | Equipo                | Pts | PJ | PG    | PE | PP | GF | GC | Dif |
| --- | --------------------- | --- | -- | ----- | -- | -- | -- | -- | --- |
| 1.  | Noroeste              | 8   | 5  | 4 (0) | 0  | 1  | 8  | 4  | +4  |
| 2   | Fortaleza             | 7   | 5  | 3 (0) | 1  | 1  | 7  | 4  | +3  |
| 3   | Flamengo-PI           | 6   | 5  | 3 (0) | 0  | 2  | 5  | 4  | +1  |
| 4   | Sampaio Corrêa        | 4   | 5  | 1 (0) | 2  | 2  | 3  | 5  | -2  |
| 5   | Moto Club de São Luis | 3   | 5  | 1 (0) | 1  | 3  | 4  | 7  | -3  |
| 6   | River-PI              | 2   | 5  | 1 (0) | 0  | 4  | 5  | 8  | -3  |

### Grupo P - Reclasificación
| Pos | Equipo           | Pts | PJ | PG    | PE | PP | GF | GC | Dif |
| --- | ---------------- | --- | -- | ----- | -- | -- | -- | -- | --- |
| 1.  | Americano        | 9   | 5  | 3 (1) | 2  | 0  | 8  | 1  | +7  |
| 2   | Bangu            | 9   | 5  | 3 (1) | 2  | 0  | 9  | 3  | +6  |
| 3   | XV de Piracicaba | 6   | 5  | 2 (1) | 1  | 2  | 7  | 6  | +1  |
| 4   | Paysandu         | 6   | 5  | 1 (1) | 3  | 1  | 9  | 6  | +3  |
| 5   | Fast Clube       | 3   | 5  | 1 (0) | 1  | 3  | 4  | 11 | -7  |
| 6   | Nacional-AM      | 1   | 5  | 0 (0) | 1  | 4  | 1  | 11 | -10 |

## Tercera Fase
- Clasifican los primeros de cada grupo a la Fase de cuartos de final.

### Grupo Q
| Pos | Equipo                  | Pts | PJ | PG    | PE | PP | GF | GC | Dif |
| --- | ----------------------- | --- | -- | ----- | -- | -- | -- | -- | --- |
| 1.  | Guarani de Campinas     | 15  | 7  | 6 (2) | 1  | 0  | 12 | 2  | +10 |
| 2   | Internacional           | 13  | 7  | 6 (1) | 0  | 1  | 12 | 5  | +7  |
| 3   | Botafogo Ribeirao Preto | 9   | 7  | 4 (1) | 0  | 3  | 12 | 7  | +5  |
| 4   | Goiás                   | 8   | 7  | 3 (1) | 1  | 3  | 9  | 9  | 0   |
| 5   | Santos                  | 8   | 7  | 2 (2) | 2  | 3  | 10 | 6  | +4  |
| 6   | Botafogo-PB             | 5   | 7  | 2 (0) | 1  | 4  | 6  | 10 | -4  |
| 7   | Londrina                | 3   | 7  | 1 (0) | 1  | 5  | 4  | 13 | -9  |
| 8   | Goytacaz                | 2   | 7  | 1 (0) | 0  | 6  | 3  | 16 | -13 |

### Grupo R
| Pos | Equipo            | Pts | PJ | PG    | PE | PP | GF | GC | Dif |
| --- | ----------------- | --- | -- | ----- | -- | -- | -- | -- | --- |
| 1.  | Santa Cruz Recife | 12  | 7  | 3 (2) | 4  | 0  | 17 | 9  | +8  |
| 2   | Sport Recife      | 11  | 7  | 4 (1) | 2  | 1  | 9  | 6  | +3  |
| 3   | Ponte Preta       | 11  | 7  | 2 (2) | 5  | 0  | 8  | 2  | +6  |
| 4   | Operário-MS       | 8   | 7  | 3 (0) | 2  | 2  | 8  | 8  | 0   |
| 5   | Fluminense        | 8   | 7  | 2 (1) | 3  | 2  | 7  | 5  | +2  |
| 6   | Portuguesa        | 7   | 7  | 2 (0) | 3  | 2  | 6  | 5  | +1  |
| 7   | Dom Bosco         | 3   | 7  | 1 (0) | 1  | 5  | 6  | 14 | -8  |
| 8   | Volta Redonda     | 2   | 7  | 0 (0) | 2  | 5  | 3  | 15 | -12 |

### Grupo S
| Pos | Equipo     | Pts | PJ | PG    | PE | PP | GF | GC | Dif |
| --- | ---------- | --- | -- | ----- | -- | -- | -- | -- | --- |
| 1.  | Grêmio     | 16  | 7  | 6 (3) | 1  | 0  | 18 | 3  | +15 |
| 2   | Palmeiras  | 10  | 7  | 2 (2) | 4  | 1  | 11 | 5  | +6  |
| 3   | Botafogo   | 9   | 7  | 3 (0) | 3  | 1  | 9  | 8  | +1  |
| 4   | América-RJ | 7   | 7  | 3 (0) | 1  | 3  | 7  | 9  | -2  |
| 5   | Coritiba   | 7   | 7  | 2 (0) | 3  | 2  | 5  | 6  | -1  |
| 6   | Flamengo   | 5   | 7  | 1 (0) | 3  | 3  | 7  | 10 | -3  |
| 7   | Noroeste   | 4   | 7  | 1 (0) | 2  | 4  | 4  | 16 | -12 |
| 8   | São Paulo  | 3   | 7  | 0 (0) | 3  | 4  | 6  | 10 | -4  |

### Grupo T
| Pos | Equipo         | Pts | PJ | PG    | PE | PP | GF | GC | Dif |
| --- | -------------- | --- | -- | ----- | -- | -- | -- | -- | --- |
| 1.  | Bahia          | 13  | 7  | 5 (2) | 1  | 1  | 14 | 3  | +11 |
| 2   | Vasco da Gama  | 12  | 7  | 4 (1) | 3  | 0  | 13 | 5  | +8  |
| 3   | Caxias         | 10  | 7  | 3 (1) | 3  | 1  | 11 | 5  | +6  |
| 4   | Corinthians    | 7   | 7  | 2 (0) | 3  | 2  | 7  | 8  | -1  |
| 5   | Cruzeiro       | 7   | 7  | 1 (0) | 5  | 1  | 5  | 5  | 0   |
| 6   | Americano      | 5   | 7  | 2 (0) | 1  | 4  | 3  | 12 | -9  |
| 7   | Grêmio Maringá | 5   | 7  | 1 (1) | 2  | 4  | 7  | 10 | -3  |
| 8   | Vitória        | 2   | 7  | 0 (0) | 2  | 5  | 2  | 14 | -12 |

## Fase final
|  | Cuartos de final  | Cuartos de final | Cuartos de final |   |           | Semifinales | Semifinales | Semifinales |  |           | Final | Final | Final |  |
|  |                   |                  |                  |   |           |             |             |             |  |           |       |       |       |  |
|  |                   |                  |                  |   |           |             |             |             |  |           |       |       |       |  |
|  | Internacional     | 1                | 2                |   |           |             |             |             |  |           |       |       |       |  |
|  | Internacional     | 1                | 2                |   |           |             |             |             |  |           |       |       |       |  |
|  | Santa Cruz Recife | 0                | 1                |   |           |             |             |             |  |           |       |       |       |  |
|  | Santa Cruz Recife | 0                | 1                |   | Palmeiras | 2           | 1           |             |  |           |       |       |       |  |
|  |                   |                  |                  |   | Palmeiras | 2           | 1           |             |  |           |       |       |       |  |
|  |                   |                  | Internacional    | 0 | 1         |             |             |             |  |           |       |       |       |  |
|  | Palmeiras         | 2                | Internacional    | 0 | 1         | 1           |             |             |  |           |       |       |       |  |
|  | Palmeiras         | 2                |                  |   |           |             |             |             |  |           |       |       |       |  |
|  | Bahia             | 1                | 1                |   |           |             |             |             |  |           |       |       |       |  |
|  | Bahia             | 1                | 1                |   |           |             |             |             |  | Palmeiras | 0     | 0     |       |  |
|  |                   |                  |                  |   |           |             |             |             |  | Palmeiras | 0     | 0     |       |  |
|  |                   |                  | Guarani          | 1 | 1         |             |             |             |  |           |       |       |       |  |
|  | Vasco da Gama     | 1                | Guarani          | 1 | 1         | 1           |             |             |  |           |       |       |       |  |
|  | Vasco da Gama     | 1                |                  |   |           |             |             |             |  |           |       |       |       |  |
|  | Grêmio            | 1                | 1                |   |           |             |             |             |  |           |       |       |       |  |
|  | Grêmio            | 1                | 1                |   | Guarani   | 2           | 2           |             |  |           |       |       |       |  |
|  |                   |                  |                  |   | Guarani   | 2           | 2           |             |  |           |       |       |       |  |
|  |                   |                  | Vasco da Gama    | 0 | 1         |             |             |             |  |           |       |       |       |  |
|  | Sport Recife      | 0                | Vasco da Gama    | 0 | 1         | 0           |             |             |  |           |       |       |       |  |
|  | Sport Recife      | 0                |                  |   |           |             |             |             |  |           |       |       |       |  |
|  | Guarani           | 2                | 4                |   |           |             |             |             |  |           |       |       |       |  |
|  | Guarani           | 2                | 4                |   |           |             |             |             |  |           |       |       |       |  |
|  |                   |                  |                  |   |           |             |             |             |  |           |       |       |       |  |

### Cuartos de final
| 26 de julio de 1978 | Internacional | 1:0 (1:0) | Santa Cruz Recife | Estadio Beira Rio, Porto Alegre,                           |                                                            |
|                     | Jair 21'      |           |                   | Asistencia: 30,859 espectadores Árbitro(s): Oscar Scolfaro | Asistencia: 30,859 espectadores Árbitro(s): Oscar Scolfaro |

| 30 de julio de 1978 | Santa Cruz Recife | 1:2 (1:0) | Internacional | Estadio de Arruda, Recife,                                   |                                                              |
|                     | Nunes 6'          |           | Bil 48', 89'  | Asistencia: 39,647 espectadores Árbitro(s): Valquir Pimentel | Asistencia: 39,647 espectadores Árbitro(s): Valquir Pimentel |

| 26 de julio de 1978 | Palmeiras        | 2:1 (1:0) | Bahia       | Estadio Morumbi, São Paulo,                                  |                                                              |
|                     | Toninho 16', 53' |           | Beijoca 71' | Asistencia: 46,745 espectadores Árbitro(s): Valquir Pimentel | Asistencia: 46,745 espectadores Árbitro(s): Valquir Pimentel |

| 30 de julio de 1978 | Bahia       | 1:1 (0:1) | Palmeiras   | Estadio Fonte Nova, Salvador,                                   |                                                                 |
|                     | Douglas 59' |           | Toninho 24' | Asistencia: 80,000 espectadores Árbitro(s): José Roberto Wright | Asistencia: 80,000 espectadores Árbitro(s): José Roberto Wright |

| 27 de julio de 1978 | Vasco da Gama | 1:1 (0:0) | Grêmio            | Estadio Maracanã, Río de Janeiro,                                      |                                                                        |
|                     | Guina 79'     |           | André Catimba 79' | Asistencia: 84,327 espectadores Árbitro(s): Emídio Marques de Mesquita | Asistencia: 84,327 espectadores Árbitro(s): Emídio Marques de Mesquita |

| 30 de julio de 1978 | Grêmio      | 1:1 (1:1) | Vasco da Gama        | Estadio Olímpico, Porto Alegre,                                  |                                                                  |
|                     | Tarciso 39' |           | Roberto Dinamite 19' | Asistencia: 57,965 espectadores Árbitro(s): José de Assis Aragão | Asistencia: 57,965 espectadores Árbitro(s): José de Assis Aragão |

| 27 de julio de 1978 | Sport Recife | 0:2 (0:1) | Guarani                 | Estadio de Arruda, Recife,                                             |                                                                        |
|                     |              |           | Zenon 17' · Capitão 75' | Asistencia: 16,518 espectadores Árbitro(s): Luís Carlos Félix Ferreira | Asistencia: 16,518 espectadores Árbitro(s): Luís Carlos Félix Ferreira |

| 30 de julio de 1978 | Guarani                                     | 4:0 (1:0) | Sport Recife | Estadio Brinco de Ouro, Campinas,                                |                                                                  |
|                     | Miranda 10' · Capitão 50', 65' · Renato 80' |           |              | Asistencia: 18,216 espectadores Árbitro(s): Arnaldo Cézar Coelho | Asistencia: 18,216 espectadores Árbitro(s): Arnaldo Cézar Coelho |

### Semifinales
| 3 de agosto de 1978 | Palmeiras        | 2 – 0 | Internacional | Estadio Morumbi, São Paulo,                                            |                                                                        |
|                     | Toninho 16', 81' |       |               | Asistencia: 59,459 espectadores Árbitro(s): Luís Carlos Félix Ferreira | Asistencia: 59,459 espectadores Árbitro(s): Luís Carlos Félix Ferreira |

| 6 de agosto de 1978 | Internacional   | 1 – 1 | Palmeiras          | Estadio Beira Rio, Porto Alegre,                             |                                                              |
|                     | Chico Spina 29' |       | Jorge Mendonça 86' | Asistencia: 56,611 espectadores Árbitro(s): Valquir Pimentel | Asistencia: 56,611 espectadores Árbitro(s): Valquir Pimentel |

| 2 de agosto de 1978 | Guarani                                | 2 – 0 | Vasco da Gama | Estadio Brinco de Ouro, Campinas,                                |                                                                  |
|                     | Orlando Lelé 45+3' (o.g.) · Renato 54' |       |               | Asistencia: 30,092 espectadores Árbitro(s): Manuel Amaro de Lima | Asistencia: 30,092 espectadores Árbitro(s): Manuel Amaro de Lima |

| 6 de agosto de 1978 | Vasco da Gama | 1 – 2 | Guarani       | Estadio Maracanã, Río de Janeiro,                                   |                                                                     |
|                     | Dirceu 82'    |       | Zenon 7', 65' | Asistencia: 101,541 espectadores Árbitro(s): Maurílio José Santiago | Asistencia: 101,541 espectadores Árbitro(s): Maurílio José Santiago |

### Final
| 10 de agosto de 1978 | Palmeiras | 0 – 1 | Guarani de Campinas | Estadio Morumbi, São Paulo,                                      |                                                                  |
|                      |           |       | Zenon 76'           | Asistencia: 99,829 espectadores Árbitro(s): Arnaldo Cézar Coelho | Asistencia: 99,829 espectadores Árbitro(s): Arnaldo Cézar Coelho |

| 13 de agosto de 1978 | Guarani de Campinas | 1 – 0 | Palmeiras | Estadio Brinco de Ouro, Campinas,                               |                                                                 |
|                      | Careca 36'          |       |           | Asistencia: 27,086 espectadores Árbitro(s): José Roberto Wright | Asistencia: 27,086 espectadores Árbitro(s): José Roberto Wright |

- Guarani de Campinas y Palmeiras, campeón y subcampeón respectivamente, clasifican a Copa Libertadores 1979.

|                                   |
| Bandera del estado de São Paulo   |
| Campeón Guarani F. C. 1.er título |

## Posiciones finales
- Dos puntos por victoria.
| Pos | Equipo                  | Pts | PJ | PG | PE | PP | GF | GC | Dif |
| --- | ----------------------- | --- | -- | -- | -- | -- | -- | -- | --- |
| 1   | Guarani de Campinas     | 54  | 32 | 20 | 8  | 4  | 57 | 22 | +35 |
| 2   | Palmeiras               | 44  | 32 | 13 | 13 | 6  | 42 | 19 | +23 |
| 3   | Internacional           | 53  | 31 | 22 | 5  | 4  | 55 | 26 | +29 |
| 4   | Vasco da Gama           | 50  | 30 | 17 | 10 | 3  | 61 | 22 | +39 |
| 5   | Santa Cruz Recife       | 48  | 29 | 16 | 11 | 2  | 53 | 23 | +30 |
| 6   | Grêmio                  | 48  | 29 | 16 | 11 | 2  | 50 | 21 | +29 |
| 7   | Bahia                   | 40  | 28 | 14 | 8  | 6  | 43 | 22 | +21 |
| 8   | Sport Recife            | 36  | 29 | 12 | 9  | 8  | 34 | 25 | +9  |
| 9   | Botafogo                | 44  | 26 | 15 | 10 | 1  | 40 | 16 | +24 |
| 10  | Cruzeiro                | 41  | 27 | 14 | 10 | 3  | 44 | 21 | +23 |
| 11  | Portuguesa              | 38  | 26 | 14 | 8  | 4  | 41 | 18 | +23 |
| 12  | Corinthians             | 36  | 26 | 12 | 9  | 5  | 29 | 16 | +13 |
| 13  | Botafogo Ribeirao Preto | 35  | 26 | 13 | 4  | 9  | 45 | 30 | +15 |
| 14  | Goiás                   | 35  | 26 | 13 | 5  | 8  | 35 | 23 | +12 |
| 15  | Caxias                  | 35  | 27 | 11 | 10 | 6  | 35 | 23 | +12 |
| 16  | Flamengo                | 34  | 26 | 13 | 7  | 6  | 33 | 23 | +10 |
| 17  | Ponte Preta             | 34  | 26 | 10 | 10 | 6  | 34 | 19 | 15  |
| 18  | Coritiba                | 33  | 27 | 12 | 8  | 7  | 29 | 23 | +6  |
| 19  | São Paulo               | 33  | 26 | 10 | 8  | 8  | 42 | 25 | +17 |
| 20  | Operário-MS             | 31  | 26 | 11 | 8  | 7  | 26 | 24 | +2  |
| 21  | América-RJ              | 29  | 26 | 11 | 7  | 8  | 29 | 28 | +1  |
| 22  | Fluminense              | 29  | 26 | 10 | 8  | 8  | 23 | 20 | +3  |
| 23  | Santos                  | 29  | 26 | 7  | 10 | 9  | 32 | 25 | +7  |
| 24  | Londrina                | 26  | 25 | 11 | 3  | 11 | 32 | 33 | -1  |
| 25  | Botafogo-PB             | 25  | 25 | 9  | 5  | 11 | 33 | 38 | -5  |
| 26  | Grêmio Maringá          | 25  | 25 | 8  | 6  | 11 | 36 | 32 | 4   |
| 27  | Americano-RJ            | 25  | 23 | 7  | 10 | 6  | 16 | 17 | -1  |
| 28  | Noroeste                | 23  | 23 | 9  | 5  | 9  | 21 | 31 | -10 |
| 29  | Vitória                 | 22  | 26 | 7  | 8  | 11 | 18 | 33 | -15 |
| 30  | Goytacaz-RJ             | 21  | 26 | 7  | 6  | 13 | 20 | 35 | -15 |
| 31  | Dom Bosco-MT            | 20  | 23 | 6  | 6  | 11 | 25 | 36 | -11 |
| 32  | Volta Redonda           | 16  | 23 | 5  | 5  | 13 | 14 | 35 | -21 |
| 33  | Náutico Recife          | 27  | 20 | 11 | 3  | 6  | 31 | 19 | +12 |
| 34  | Atlético Mineiro        | 27  | 20 | 8  | 8  | 4  | 24 | 12 | +12 |
| 35  | Remo                    | 24  | 19 | 9  | 3  | 7  | 27 | 20 | +7  |
| 36  | Ceará                   | 21  | 19 | 8  | 4  | 7  | 24 | 23 | +1  |
| 37  | Villa Nova-MG           | 19  | 20 | 8  | 2  | 10 | 19 | 26 | -7  |
| 38  | América-SP              | 19  | 19 | 7  | 3  | 9  | 21 | 17 | 4   |
| 39  | Mixto                   | 19  | 19 | 5  | 8  | 6  | 20 | 22 | -2  |
| 40  | Juventude               | 18  | 20 | 5  | 7  | 8  | 18 | 27 | -9  |
| 41  | Joinville               | 18  | 20 | 4  | 10 | 6  | 17 | 24 | -7  |
| 42  | Comercial-SP            | 16  | 19 | 4  | 7  | 8  | 14 | 19 | -5  |
| 43  | Brasília                | 12  | 19 | 4  | 4  | 11 | 11 | 29 | -18 |
| 44  | CRB Alagoas             | 19  | 16 | 7  | 5  | 4  | 21 | 14 | +7  |
| 45  | ABC Natal               | 19  | 18 | 5  | 9  | 4  | 19 | 22 | -3  |
| 46  | Fortaleza               | 18  | 16 | 6  | 5  | 5  | 17 | 14 | 3   |
| 47  | Colorado                | 17  | 18 | 7  | 2  | 9  | 15 | 20 | -5  |
| 48  | Comercial-MS            | 17  | 16 | 4  | 9  | 3  | 16 | 15 | +1  |
| 49  | Bangu                   | 16  | 16 | 6  | 2  | 8  | 19 | 23 | -4  |
| 50  | Vila Nova-GO            | 15  | 16 | 5  | 4  | 7  | 14 | 19 | -5  |
| 51  | Chapecoense             | 15  | 18 | 5  | 5  | 8  | 13 | 22 | -9  |
| 52  | Paysandu                | 15  | 16 | 3  | 8  | 5  | 15 | 17 | -2  |
| 53  | CSA Alagoas             | 14  | 16 | 5  | 4  | 7  | 18 | 24 | -6  |
| 54  | Moto Club de São Luís   | 14  | 16 | 4  | 6  | 6  | 10 | 14 | -4  |
| 55  | Figueirense             | 14  | 18 | 4  | 6  | 8  | 18 | 23 | -5  |
| 56  | Campinense              | 14  | 18 | 3  | 7  | 8  | 15 | 33 | -18 |
| 57  | Nacional Fast Clube     | 13  | 16 | 5  | 3  | 8  | 12 | 25 | -13 |
| 58  | Desportiva Ferroviária  | 13  | 16 | 4  | 5  | 7  | 10 | 15 | -5  |
| 59  | Uberaba                 | 13  | 18 | 2  | 9  | 7  | 13 | 20 | -7  |
| 60  | América de Natal        | 13  | 18 | 2  | 9  | 7  | 17 | 25 | -8  |
| 61  | XV de Piracicaba        | 12  | 16 | 3  | 5  | 8  | 16 | 22 | -6  |
| 62  | Atlético Paranaense     | 11  | 18 | 3  | 5  | 10 | 10 | 23 | -13 |
| 63  | Sampaio Corrêa          | 11  | 16 | 3  | 5  | 8  | 11 | 26 | -15 |
| 64  | Uberlândia              | 11  | 18 | 3  | 5  | 10 | 14 | 31 | -17 |
| 65  | Anapolina               | 11  | 16 | 2  | 7  | 7  | 11 | 18 | -7  |
| 66  | Flamengo-PI             | 10  | 16 | 3  | 4  | 9  | 7  | 23 | -16 |
| 67  | Itabuna                 | 10  | 16 | 3  | 3  | 10 | 13 | 30 | -17 |
| 68  | América Mineiro         | 10  | 18 | 2  | 5  | 11 | 14 | 30 | -16 |
| 69  | River-PI                | 9   | 16 | 3  | 3  | 10 | 13 | 29 | -16 |
| 70  | Confiança               | 9   | 16 | 3  | 3  | 10 | 13 | 30 | -17 |
| 71  | Rio Branco-ES           | 9   | 16 | 2  | 5  | 9  | 11 | 27 | -16 |
| 72  | Brasil de Pelotas       | 7   | 18 | 2  | 3  | 13 | 11 | 36 | -25 |
| 73  | Sergipe                 | 5   | 16 | 1  | 3  | 12 | 7  | 30 | -23 |
| 74  | Nacional-AM             | 4   | 16 | 1  | 2  | 13 | 5  | 29 | -24 |

## Goleadores
| Pos. | Jugador          | Club          | Goles |
| ---- | ---------------- | ------------- | ----- |
| 1    | Paulinho         | Vasco da Gama | 19    |
| 2    | Toninho          | Palmeiras     | 17    |
| 3    | Dé               | Botafogo      | 16    |
| 3    | Enéas            | Portuguesa    | 16    |
| 5    | Bil              | Internacional | 15    |
| 5    | Bira             | Remo          | 15    |
| 7    | André Catimba    | Gremio        | 14    |
| 7    | Douglas          | Bahia         | 14    |
| 7    | Juary            | Santos        | 14    |
| 7    | Mílton Cruz      | Sao Paulo     | 14    |
| 7    | Roberto Dinamite | Vasco da Gama | 14    |